# Eleição presidencial na Chéquia em 2023
A eleição presidencial checa de 2023 ocorreu em dois turnos, dado que nenhum dos candidatos presidenciais obteve a maioria absoluta dos votos no 1.º turno, realizado entre 13 e 14 de janeiro. O 2.º turno, por sua vez, foi disputado entre o ex-presidente do Conselho Militar da Organização do Tratado do Atlântico Norte (OTAN) e candidato independente Petr Pavel e o ex-primeiro-ministro Andrej Babiš, tendo ocorrido duas semanas depois entre 27 e 28 de janeiro.
Após ter recebido o apoio político de quase todos os demais candidatos, Pavel sagrou-se vencedor do pleito após derrotar Babiš por margem confortável, conquistando 58.32% dos votos válidos contra os 41.68% obtidos pelo candidato adversário, que por sua vez, foi apoiado pelo presidente em exercício, Miloš Zeman. No 2.º turno, o comparecimento do eleitorado tcheco às urnas foi ligeiramente superior à 70%, sendo este o maior índice registrado na história das eleições presidenciais do país.